# Etnografiska museet, Dubrovnik
Etnografiska museet (kroatiska: Etnografski muzej) är ett etnografiskt museum i Dubrovnik i Kroatien. Det ligger på adressen Od Rupa 3 i Gamla stan och är inhyst i en byggnad ursprungligen uppförd år 1590.

## Historik
Etnografiska museet etablerades år 1938 och har sina rötter i de samlingar av traditionella kulturföremål som i början av 1900-talet växte och blev till Dubrovnik-museets etnologiska avdelning. Inte minst växte samlingarna tack vare donatorn Jelka Miš (1875–1956) som i flera omgångar lät donera traditionella kläder och spetsar till museet.
År 1950 organiserade etnografiska avdelningen den första utställningen av etnografiskt hantverk i Sankt Johannes fästning. I slutet av 1980-talet flyttade museet till nuvarande adress.    

## Samlingar
Etnografiska museets innehav omfattar omkring 6 500 föremål som speglar Dubrovniks och Dubrovnik-regionens, det kroatiska folkets och angränsande staters etnografiska arv. Särskilt framträdande är samlingarna av folkdräkter och traditionell klädsel från Dubrovačko primorje, Elafitöarna, Konavle, Mljet, Lastovo, Pelješac, Korčula, Rijeka dubrovačka och Župa dubrovačka.
I den permanenta utställningen i museibyggnadens bottenvåning visas hur spannmål tidigare förvarades. På första och andra våningen presenteras bland annat traditionella ekonomiska verksamheter och Dubrovniks landsbygdsarkitektur.

## Museibyggnaden
Etnografiska museet är inhyst i en byggnad som uppfördes av republiken Dubrovnik år 1590 för att tjäna som stadsloge för spannmålsförvaring. Byggnaden var ursprungligen ett fyravåningshus av sten med femton förvaringsgropar på bottenvåningen och utrymmen för spannmålsförvaring på de övre våningarna där spannmålen kunde torka. Byggnaden skadades svårt i den stora jordbävningen år 1667 och i den efterföljande återuppbyggnaden förlorade den en våning.